# Olearia arida
Olearia arida là một loài thực vật có hoa trong họ Cúc. Loài này được E.Pritz. mô tả khoa học đầu tiên năm 1918.